# Иленька (приток Иленки)
Иленька — река в Байкаловском районе Свердловской области России. Образуется слиянием Елинки и Сарабайки в 13 км от устья, в селе Байкалове. В среднем течении протекает через деревни Сергину и Исакову. Устье Иленьки находится в 27 км по правому берегу реки Иленки. Длина реки составляет 13 км.
Система водного объекта: Иленка → Ница → Тура → Тобол → Иртыш → Обь → Карское море.

## Данные водного реестра
По данным государственного водного реестра России, Иленька относится к Иртышскому бассейновому округу, водохозяйственный участок реки — Ница от слияния рек Реж и Нейва и до устья, речной подбассейн Тобола, речной бассейн Иртыша.
Код объекта в государственном водном реестре — 14010501912111200007385.